# Sénégal aux Jeux olympiques d'été de 1984
L'équipe de olympique du Sénégal participe aux Jeux olympiques d'été de 1984 à Los Angeles. Elle n'y remporte aucune médaille. Le tireur Amadou Ciré Baal est le porte-drapeau d'une délégation sénégalaise comptant 24 sportifs (23 hommes et 1 femme).